# Bulbophyllum nemorale
Bulbophyllum nemorale là một loài phong lan thuộc chi Bulbophyllum.